# Billy Barratt
Billy Barratt (Londres, 16 de junho de 2007) é um ator inglês. Aos 13 anos, ele se tornou a pessoa mais jovem a ganhar um Emmy Internacional.

## Carreira
Sua carreira como ator teve início em 2016, quando Barratt fez sua estreia na série de televisão Mr Selfridge, interpretando Ralph Selfridge em quatro episódios. Em 2018, ele desempenhou um papel coadjuvante no filme O Retorno de Mary Poppins , dirigido por Rob Marshall. No ano seguinte, Barratt ganhou destaque ao viver o jovem Ebenezer Scrooge na minissérie A Christmas Carol.
Em novembro de 2020, Barratt recebeu o prêmio de Melhor Ator no International Emmy Awards por sua atuação em Responsible Child, tornando-se o ator mais jovem a conquistar o prêmio. O drama também ganhou como Melhor Filme para TV na mesma cerimônia.
Em 2021, Barratt se juntou ao elenco da série de ficção científica Invasion, criada por Simon Kinberg e David Weil, que estreou na Apple TV+ em 22 de outubro. Além disso, em março de 2021, foi anunciado como parte do elenco do filme Crater, dirigido por Kyle Patrick Alvarez.

## Vida pessoal
Billy é neto de Shakin' Stevens. Sua mãe é a atriz e apresentadora Carolyn Owlett, ex-integrante do grupo de R&B The 411.

## Filmografia

### Cinema
| Ano  | Título                   | Papel                   | Nota(s)      |
| ---- | ------------------------ | ----------------------- | ------------ |
| 2016 | To Dream                 | Luke jovem              |              |
| 2018 | Mary Poppins Returns     | Criança de rua          |              |
| 2019 | Blinded by the Light     | Matt (10)               |              |
| 2022 | The Other Me             | Niazi                   | [ 10 ]       |
| 2023 | Crater                   | Dylan                   |              |
| 2024 | My Spy: The Eternal City | Ryan Kerr               | [ 11 ]       |
| 2024 | Kraven the Hunter        | Dmitri Smerdyakov jovem |              |
| 2025 | Bring Her Back           | Andy                    | [ 12 ]       |
| TBA  | The Islander             | Neb jovem               | Pós-produção |

### Televisão
| Ano           | Título                       | Papel             | Nota(s)                       |
| ------------- | ---------------------------- | ----------------- | ----------------------------- |
| 2016          | Mr Selfridge                 | Ralph Selfridge   | 4 episódios                   |
| 2017          | The White Princess           | Príncipe Arthur   | 4 episódios                   |
| 2017          | Sharknado 5: Global Swarming | Gil               | Telefilme                     |
| 2018          | The Alienist                 | Ted Roosevelt Jr. | episódio: "Castle in the Sky" |
| 2019          | Responsible Child            | Ray               | Telefilme                     |
| 2019          | A Christmas Carol            | Scrooge jovem     |                               |
| 2021-presente | Invasion                     | Caspar Morrow     |                               |